# Nieul-le-Dolent
Nieul-le-Dolent és un municipi francès situat al departament de Vendée i a la regió de País del Loira. L'any 2007 tenia 2.160 habitants.

## Demografia

### Població
El 2007 la població de fet de Nieul-le-Dolent era de 2.160 persones. Hi havia 830 famílies de les quals 187 eren unipersonals (106 homes vivint sols i 81 dones vivint soles), 297 parelles sense fills, 285 parelles amb fills i 61 famílies monoparentals amb fills.
La població ha evolucionat segons el següent gràfic:
Habitants censats

### Habitatges
El 2007 hi havia 916 habitatges, 848 eren l'habitatge principal de la família, 43 eren segones residències i 25 estaven desocupats. 893 eren cases i 23 eren apartaments. Dels 848 habitatges principals, 629 estaven ocupats pels seus propietaris, 213 estaven llogats i ocupats pels llogaters i 7 estaven cedits a títol gratuït; 2 tenien una cambra, 22 en tenien dues, 109 en tenien tres, 242 en tenien quatre i 473 en tenien cinc o més. 654 habitatges disposaven pel capbaix d'una plaça de pàrquing. A 338 habitatges hi havia un automòbil i a 445 n'hi havia dos o més.

### Piràmide de població
La piràmide de població per edats i sexe el 2009 era:
| Homes | Edats   | Dones |
| ----- | ------- | ----- |
| 0     | 95 o +  | 12    |
| 4     | 90 a 94 | 20    |
| 4     | 85 a 89 | 32    |
| 4     | 80 a 84 | 12    |
| 28    | 75 a 79 | 52    |
| 52    | 70 a 74 | 64    |
| 68    | 65 a 69 | 68    |
| 44    | 60 a 64 | 40    |
| 12    | 55 a 59 | 28    |
| 64    | 50 a 54 | 48    |
| 60    | 45 a 49 | 52    |
| 88    | 40 a 44 | 76    |
| 48    | 35 a 39 | 68    |
| 56    | 30 a 34 | 72    |
| 72    | 25 a 29 | 68    |
| 56    | 20 a 24 | 20    |
| 80    | 15 a 19 | 92    |
| 48    | 10 a 14 | 72    |
| 52    | 5 a 9   | 32    |
| 56    | 0 a 4   | 36    |

## Economia
El 2007 la població en edat de treballar era de 1.335 persones, 1.056 eren actives i 279 eren inactives. De les 1.056 persones actives 998 estaven ocupades (543 homes i 455 dones) i 58 estaven aturades (21 homes i 37 dones). De les 279 persones inactives 108 estaven jubilades, 99 estaven estudiant i 72 estaven classificades com a «altres inactius».

### Ingressos
El 2009 a Nieul-le-Dolent hi havia 873 unitats fiscals que integraven 2.182,5 persones, la mediana anual d'ingressos fiscals per persona era de 16.997 €.

### Activitats econòmiques
Dels 102  establiments que hi havia el 2007, 4 eren d'empreses alimentàries, 5 d'empreses de fabricació d'altres productes industrials, 25 d'empreses de construcció, 16 d'empreses de comerç i reparació d'automòbils, 3 d'empreses de transport, 9 d'empreses d'hostatgeria i restauració, 6 d'empreses financeres, 2 d'empreses immobiliàries, 12 d'empreses de serveis, 11 d'entitats de l'administració pública i 9 d'empreses classificades com a «altres activitats de serveis».
Dels 35 establiments de servei als particulars que hi havia el 2009, 1 era una oficina de correu, 2 oficines bancàries, 4 tallers de reparació d'automòbils i de material agrícola, 1 establiment de lloguer de cotxes, 1 autoescola, 2 paletes, 4 guixaires pintors, 5 fusteries, 4 lampisteries, 3 electricistes, 3 perruqueries, 1 veterinari, 3 restaurants i 1 saló de bellesa.
Dels 8 establiments comercials que hi havia el 2009, 1 era un supermercat, 2 fleques, 1 una botiga de roba, 1 una botiga d'equipament de la llar, 1 una botiga d'electrodomèstics, 1 una joieria i 1 una floristeria.
L'any 2000 a Nieul-le-Dolent hi havia 35 explotacions agrícoles que ocupaven un total de 2.250 hectàrees.

## Equipaments sanitaris i escolars
El 2009 hi havia 1 farmàcia i 1 ambulància.
El 2009 hi havia 2 escoles elementals.

## Poblacions més properes
El següent diagrama mostra les poblacions més properes.